# بورس شانگهای

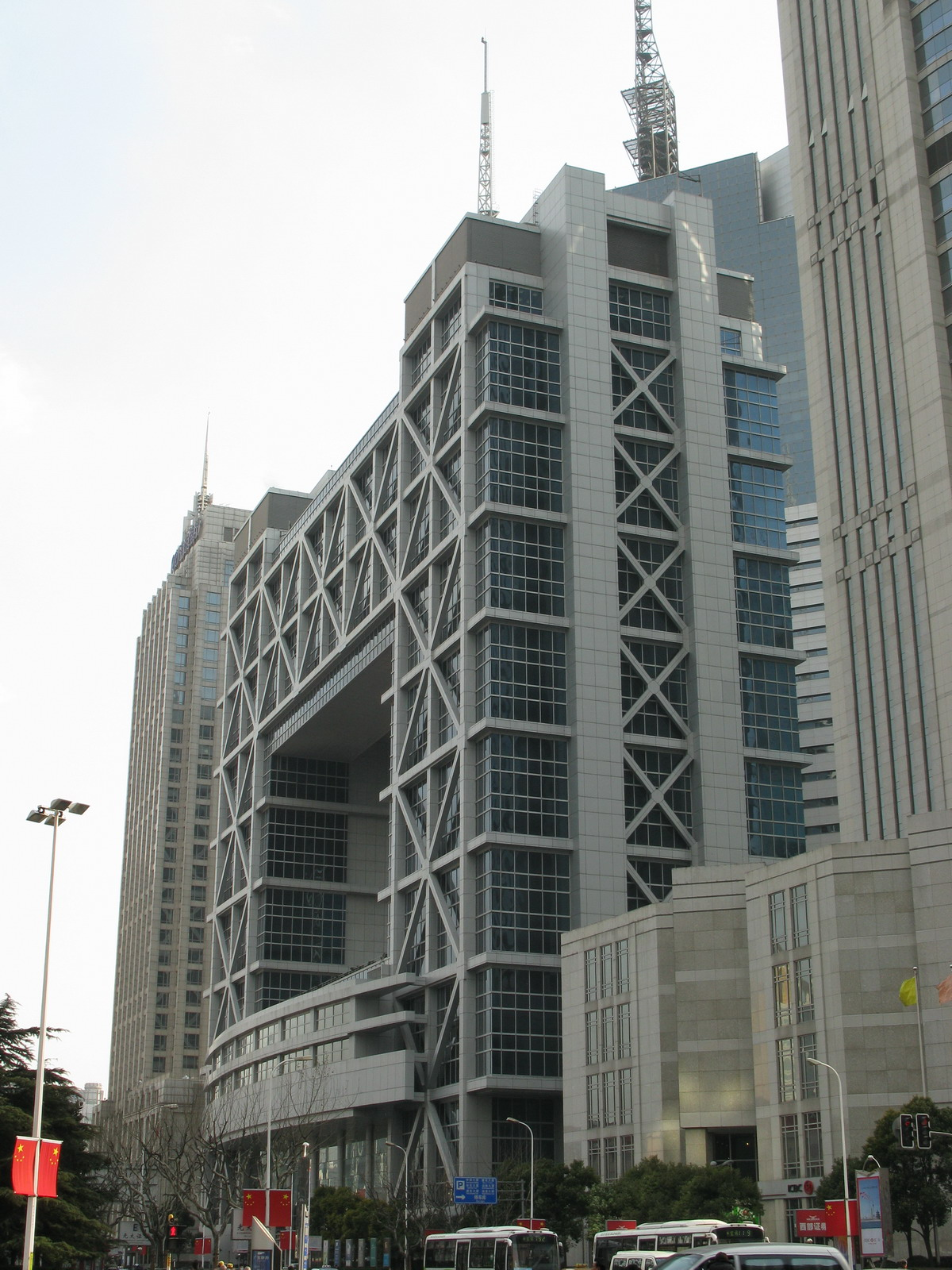
ساختمان بورس شانگهای

بورس شانگهای (به چینی: 上海证券交易所) بازار بورس اوراق بهادار در کشور چین است، که در سال ۱۸۸۶ تأسیس شد و هم‌اکنون با ارزش بازاری معادل ۲٫۷ تریلیون دلار، پنجمین بازار بورس جهان محسوب می‌شود. بورس شانگهای و بورس شنژن، دو بازار بورس اوراق بهادار در جمهوری خلق چین می‌باشند.
بورس شانگهای یکی از سه بورس اوراق بهادار است که به‌طور مستقل در کشور چین فعالیت می‌کند، دو مورد دیگر بورس اوراق بهادار، بورس‌های اوراق بهادار پکن و بورس اوراق بهادار شنژن هستند. بورس شانگهای سومین بازار سهام بزرگ جهان از نظر ارزش بازار است بورس شانگهای همچنین بزرگ‌ترین بورس اوراق بهادار آسیا است. برخلاف بورس هنگ کنگ، بورس اوراق بهادار شانگهای هنوز کاملاً به روی سرمایه گذاران خارجی باز نیست و اغلب تحت تأثیر تصمیمات دولت مرکزی قرار می‌گیرد و علت آن کنترل حساب‌هایی است که توسط مقامات کشور چین اعمال می‌شود.

## تاریخچه
در سال ۱۸۹۱ شانگهای اولین سیستم مبادله چین را تأسیس کرد. بورس فعلی در ۵ آبان ۱۳۶۹ مجدداً تأسیس شد و در ۲۸ آذر همان سال شروع به کار کرد. این یک سازمان غیرانتفاعی است که مستقیماً توسط کمیسیون تنظیم مقررات اوراق بهادار چین (CSRC) اداره می‌شود.
تشکیل شهرک بین‌المللی در شانگهای نتیجه معاهده نانکینگ ۱۸۴۲ (که به جنگ اول تریاک پایان داد) بود و توافقات بعدی بین دولت‌های چین و دولت‌های خارجی برای توسعه تجارت خارجی در چین بسیار مهم بوده است. بازار معاملات اوراق بهادار در شانگهای در اواخر دهه ۱۸۶۰ تأسیس شد.
اولین فهرست سهام در ژوئن ۱۸۶۶ ایجاد شد و در آن زمان تسویه حساب بین‌المللی شانگهای شرایط مساعدی را برای ظهور بازار سهام را ایجاد کرده بود.
در دهه‌های ۱۸۸۰ و ۱۸۹۰، در طول زمان رونق سهام معدن، بازرگانان خارجی «انجمن سهامداران شانگهای» را که مقر آن در شانگهای بود، به عنوان اولین بورس اوراق بهادار چین تأسیس کردند. در سال ۱۹۰۴، انجمن برای ثبت در هنگ کنگ بر اساس مقررات شرکت‌ها درخواست کرد و به «بورس بورس شانگهای» تغییر نام داد. عرضه اوراق بهادار عمدتاً از شرکت‌های محلی صورت می‌گرفت.
در روزهای اولیه، بانک‌ها بر سهام خصوصی تسلط داشتند، اما تا سال ۱۸۸۰، تنها بانک‌های محلی هنگ کنگ و شانگهای باقی ماندند. بعداً در سالهای ۱۹۲۰ و ۱۹۲۱ به ترتیب «بورس اوراق بهادار و کالای شانگهای» و «بورس بازرگانی چینی شانگهای» شروع به کار کردند. در نهایت در سال ۱۹۲۹ ادغام تین دو مجموعه صورت گرفت و «بورس بورس شانگهای» شروع به فعالیت کرد. مجموعه‌های کشتیرانی، بیمه و اسکله تا سال ۱۹۴۰ ادامه یافتند اما پس از معاهده شیمونوسکی در سال ۱۸۹۵، که به ژاپن و سایر کشورهایی که با چین معاهده داشتند، اجازه داد تا کارخانه‌هایی در شانگهای و سایر بنادر معاهده تأسیس کنند، تحت الشعاع سهام صنعتی قرار گرفتند. مزارع لاستیک در دهه دوم قرن بیستم به اصلی‌ترین بخش تجارت سهام تبدیل شدند.
در دهه ۱۹۳۰، شانگهای به عنوان مرکز مالی آسیا ظاهر شد، جایی که سرمایه‌گذاران چینی و خارجی می‌توانستند سهام، اوراق قرضه، اوراق قرضه دولتی و آتی را معامله کنند. پس از اینکه نیروهای ژاپنی شهرک بین‌المللی شانگهای را در ۸ دسامبر ۱۹۴۱ اشغال کردند، عملیات بورس شانگهای ناگهان متوقف شد. در سال ۱۹۴۶، بورس شانگهای فعالیت خود را از سر گرفت و ۳ سال بعد در سال ۱۹۴۹ پس از وقوع انقلاب کمونیستی، مجدداً بسته شد. .
پس از پایان انقلاب فرهنگی و به قدرت رسیدن دنگ شیائوپینگ، چین در سال ۱۹۷۸ مجدداً به روی جهان خارج باز شد. در طول دهه ۱۹۸۰، بازار اوراق بهادار چین همگام با اصلاحات اقتصادی کشور و گشایش و توسعه اقتصاد بازار سوسیالیستی تکامل یافت. در ۲۶ نوامبر ۱۹۹۰، بورس اوراق بهادار شانگهای مجدداً تأسیس شد و چند هفته بعد در ۱۹ دسامبر عملیات آغاز شد.
بورس شانگهای تا سال ۱۹۹۷ تحت کنترل شهرداری بود و تا سال ۱۹۹۷ به عنوان یک «نقطه آزمایشی» نامیده می‌شد. مبادلات نقش مشروعی در اقتصاد بازار سوسیالیستی داشتند. در سال ۲۰۱۹، بورس اوراق بهادار شانگهای، بازار STAR را راه‌اندازی کرد که تنها شرکت‌های مرتبط با فناوری را به عنوان رقیب NASDAQ نشان می‌داد.